# Gloucester County, New Jersey
Gloucester County är ett administrativt område i delstaten New Jersey, USA. Gloucester är ett av 21 counties i delstaten och ligger i den sydvästra delen av New Jersey. År 2010 hade Gloucester County 288 288 invånare. Den administrativa huvudorten (county seat) är Woodbury. 

## Geografi
Enligt United States Census Bureau har countyt en total area på 873 km². 834 km² av den arean är land och 39 km² är vatten. 

### Angränsande countyn
- Philadelphia County, Pennsylvania - nord
- Camden County, New Jersey - nordöst
- Atlantic County, New Jersey - sydöst
- Cumberland County, New Jersey - syd
- Salem County, New Jersey - sydväst
- New Castle County, Delaware - väst
- Delaware County, Pennsylvania - nordväst